# Зольське
Зольське (рос. Зольское) — село у Зольському районі Кабардино-Балкарії Російської Федерації.
Орган місцевого самоврядування — сільське поселення Зольське. Населення становить 1392 особи.

## Історія
Згідно із законом від 27 лютого 2005 року органом місцевого самоврядування є сільське поселення Зольське.

## Населення
| 1979  | 2002  | 2010  | 2012  | 2013  | 2014  | 2015  |
| ----- | ----- | ----- | ----- | ----- | ----- | ----- |
| 1026  | ↗1329 | ↗1392 | ↗1409 | ↗1424 | ↗1437 | ↗1447 |
| 2016  | 2017  | 2018  | 2019  | 2020  |       |       |
| ↘1443 | ↘1442 | ↗1467 | →1467 | ↗1474 |       |       |